# ديفن جونز
ديفن جونز (بالإنجليزية: Devin Jones)‏ هو سائق سباق أمريكي، ولد في 24 نوفمبر 1994 في سان لويس أوبيسبو في الولايات المتحدة.

## وصلات خارجية
- الموقع الرسمي
- ديفن جونز على موقع Racing-Reference.info (الإنجليزية)